# Skrilje, Teholica ob Vrbskem jezeru
Skrilje (nemško Greilitz) je naselje v Občini Teholica v Okraju Celovec-dežela na Koroškem v Avstriji.